# Andrei Aliaksandrau
Andrei Aliaksandrau (em bielorrusso:  Андрэй Аляксандраў (Andrej Aliaksandraŭ); nascido em 27 de janeiro de 1978) é um jornalista, ativista e prisioneiro político bielorrusso.

## Juventude e carreira
Aliaksandrau nasceu em Nijni Taguil (República Socialista Federativa Soviética da Rússia). Quando criança, ele se mudou para a Bielorrússia com sua família. Ele estudou na escola na cidade de Pastavy e estudou História e Filologia na Universidade Estatal de Polatsk .
Ele continuou os estudos na Universidade de Westminster, onde se formou em Gerenciamento de Mídia. Enquanto em Londres, ele se juntou à Associação de Bielorrussos na Grã-Bretanha e esteve ativamente envolvido nas atividades da diáspora bielorrussa no Reino Unido .
Em 2009-2012, ele foi vice-presidente da Associação de Jornalistas da Bielorrússia  e trabalhou para a Index on Censorship e o portal Artigo 19. Em 2015–2018, Aliaksandrau foi vice-diretor da agência de notícias BelaPAN, a única agência de notícias independente do governo na Bielorrússia.
Aliaksandrau é um grande torcedor do Liverpool FC.

## Ativismo e prisão em 2020
Entre agosto e novembro de 2020, Aliaksandrau e sua companheira Iryna Zlobina estiveram envolvidos no trabalho da Fundação BY_help, uma plataforma de financiamento coletivo. A plataforma foi criada para ajudar os participantes dos protestos anti-Lukashenka a encontrar dinheiro para pagar as multas administrativas impostas pelo regime de Lukashenka.
Foram detidos no dia 12 de janeiro de 2021 e acusados de “Treinamento e outra preparação de pessoas para a participação em ações públicas que violam gravemente a ordem pública, bem como o financiamento e outros apoios de tais ações”. Os beneficiários da assistência BY_help também foram acusados de infrações criminais e obrigados a pagar multas mais uma vez com seus próprios fundos.
Em 18 de janeiro de 2021, Aliaksandrau e Zlobina foram declarados presos políticos por organizações de direitos humanos, que explicaram que a liberdade de reunião é garantida pela Constituição da Bielorrússia e pelo direito internacional e que:
“o arranjo de pagamento de multas impostas a pessoas levadas à responsabilidade administrativa [...] e os custos de sua prisão em centros de detenção não têm nada a ver com o financiamento de motins ou outras ações grupais que violam gravemente a ordem pública: os suspeitos não pagaram por quaisquer atos criminosos, não prometeram adiantamento a pessoas nas condições de praticar as ações previstas no [...] Código Penal, não participaram da sua preparação (treinamento ou outro suporte material) ”.
Em 30 de junho de 2021, Aliaksandrau foi acusado de traição ao Estado (Artigo 356-1 do Código Penal). Se for considerado culpado de acordo com este artigo, ele pode receber 15 anos de prisão.